# Senocrito di Locri Epizefiri
Senocrito di Locri Epizefiri (Locri Epizefiri, ... – ...; fl. VII secolo a.C.) è stato un musicista greco antico, vissuto nel VII secolo a.C...
Sarebbe stato il primo ad introdurre nella lirica corale, connessa al culto di Apollo, ed elementi dionisiaci. Appartenne alla seconda scuola musicale di Sparta e, dopo Taleta, fu uno dei maggiori cultori dell'iporchema